# Пака (Витање)
Пака (словен. Paka) је насељено место у општини Витање, Савињска регија, Словенија.

## Историја
До територијалне реорганизације у Словенији била је у саставу старе општине Словенске Коњице.

## Становништво
У попису становништва из 2011. године, Пака је имала 259 становника.
| Број становника према пописима | Број становника према пописима | Број становника према пописима |
| ------------------------------ | ------------------------------ | ------------------------------ |
| 1991                           | 2002                           | 2011                           |
| 279                            | 252                            | 259                            |

Напомена: Године 1999. умањено за део насеља који је припојен насељу Сподњи Долич.